# Cornel Dimovici
Cornel (Corneliu) Dimovici (n. 21 septembrie 1942, Arad) este un medic și scriitor român contemporan, stabilit în Wiesbaden, Germania.
Urmează liceul "Iacob Mureșianu" din Blaj. Absolvă Facultatea de Medicină (IMF-Cluj) în anul 1968. Lucrează ca medic în Comandău și Ozun (județul Covasna).
În anul 1969 debutează cu Proză în "Cuvântul nou", Sfântu Gheorghe și din 1971 publică și în revista Vatra din Târgu Mureș.
În anul 1974 a primit azil politic în Republica Federală Germania.
După 1989 publică din nou, proză și poezii, în "Vatra" și "Vatra veche".

## Volume publicate
- Cel de-al doilea trăgaci, Povestiri, Editura Plumb, 1996, ISBN 973-9150-62-4
- Tenebrele exilului, Poezii, Editura Sigma, 2008, ISBN 978-973-649-447-5
- Vremea trădărilor, Roman, Editura Sigma, 2010, ISBN 978-973-649-599-1
- Die eisernen Kreuze, Roman, K. Fischer Verlag, 2017 ISBN 978-3-8422-4492-4
- Umbra crucilor de fier, Roman, Editura Eikon, 2018, ISBN: 978-606-711-896-4
- Iluzia reîntoarcerii, Antologie, Editura ARTprinter, 2022, ISBN 978-606-8678-84-9

### Prezent în antologii
- Răscruce de timp, Sfântu Gheorghe 1969
- Sommer-Anthologie 2010, Novumpro Verlag, Austria/ ISBN 978-99003-220-6
- Puncte de reper. Antologie de proza scurta 1971-2010/ Editura Ardealul, 2011/ISBN 978-606-8372-05-1
- Un destin istoric: Biserica Română Unită, Revista Vatra, 1999, ISBN 973-98194-7-8